# Liga de Amistad Americana-Israelí

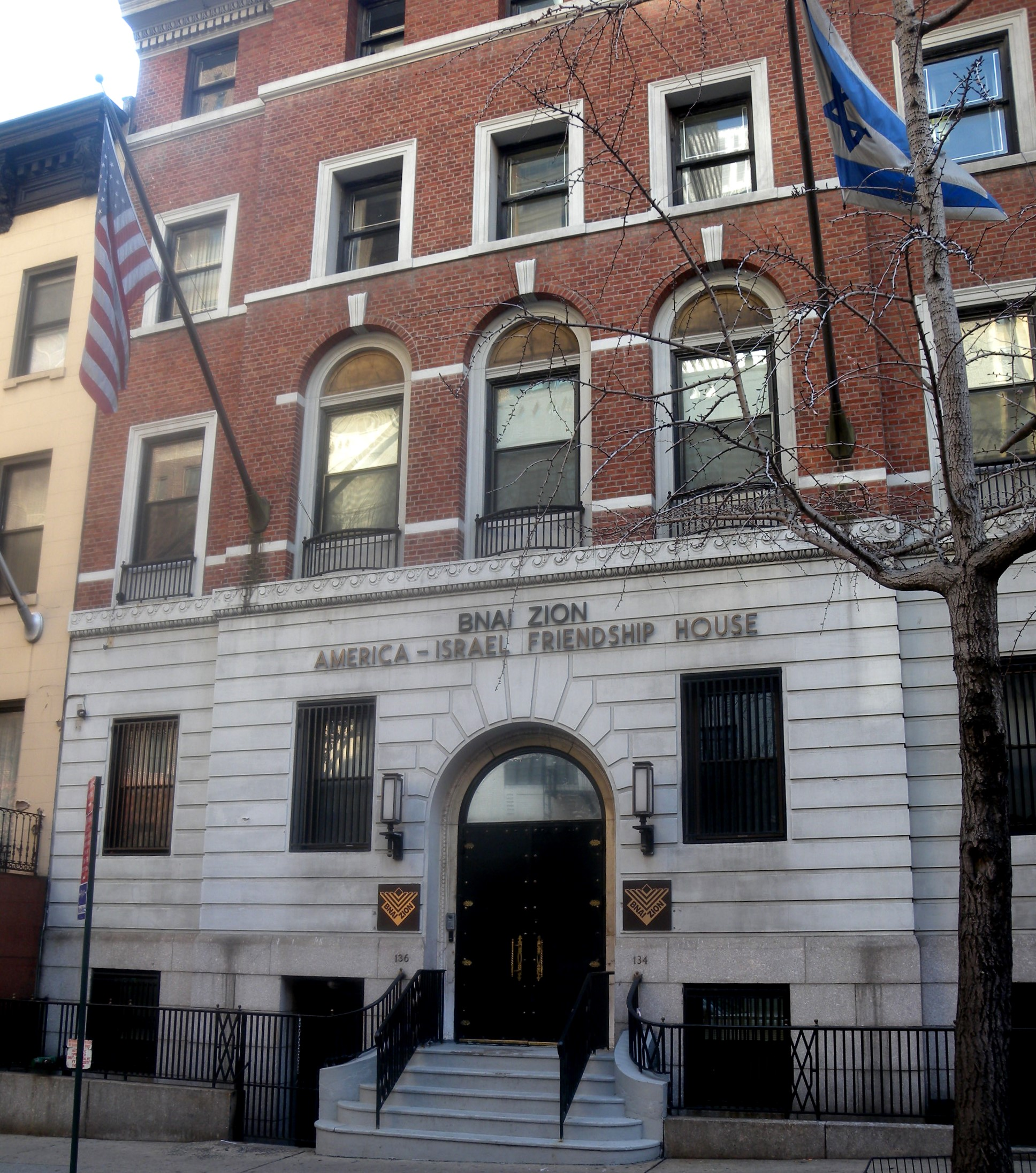
Edificio en Nueva York, sede de la Liga de Amistad Americana Israelí.

La Liga de Amistad Americana Israelí (en inglés: America Israel Friendship League) (AIFL) es una organización sin ánimo de lucro estadounidense-israelí, que está dedicada a fortalecer los lazos entre los ciudadanos estadounidenses y los israelíes, sobre la base de unos valores democráticos compartidos. 
La AIFL organiza viajes para llevar a ciudadanos estadounidenses de cualquier creencia o religión a Israel y asimismo organiza viajes para llevar a ciudadanos israelíes de cualquier fe o credo (judíos, cristianos y musulmanes) a los Estados Unidos. 
La organización fue fundada en 1971 por el vicepresidente Hubert Humphrey, los senadores estadounidenses "Scoop" Jackson y Nelson Rockefeller, el congresista estadounidense Herbert Tenzer y A. Philip Randolph, uno de los líderes del movimiento por los derechos civiles en Estados Unidos.
La AIFL organiza viajes para grupos de personas que previamente han sido invitadas a viajar a Israel, con el fin de forjar y promover las relaciones comerciales, tecnológicas, humanas y personales entre ambas naciones, los Estados Unidos de América y el Estado de Israel. 
La oficina nacional de la AIFL en los Estados Unidos, se encuentra en la ciudad de Nueva York y su oficina en Israel está en la ciudad de Tel Aviv. La AIFL tiene 3 capítulos que se encuentran en Tucson, Arizona, San Francisco, California y Salt Lake City, en Utah. 
Los líderes de la AIFL hicieron sonar la campana de apertura de la Bolsa de Nueva York, cuando dicha entidad celebraba su quinto Día de Israel, un evento anual organizado por la AIFL.